# Viola Bauer
Viola Bauer (ur. 13 grudnia 1976 w Annaberg-Buchholz) – niemiecka biegaczka narciarska, trzykrotna medalistka olimpijska i trzykrotna medalistka mistrzostw świata.

## Kariera
Pierwszą dużą imprezą w karierze Bauer były mistrzostwa świata w Ramsau w 1999 r. Pomimo tego, że były to jej pierwsze mistrzostwa wraz z Ramoną Roth, Evi Sachenbacher oraz Sigrid Wille zdobyła brązowy medal w sztafecie 4 × 5 km. Na mistrzostwach świata w Lahti zajmowała indywidualnie miejsca w drugiej dziesiątce, a w sztafecie była czwarta. Najlepszy wynik na mistrzostwach świata osiągnęła podczas mistrzostw w Val di Fiemme, gdzie razem z Manuelą Henkel, Sachenbacher i Claudią Künzel zdobyła złoty medal w sztafecie 4 × 5 km. Indywidualnie najlepsze wyniki osiągnęła na mistrzostwach świata w Oberstdorfie zajmując szóste miejsce w sprincie techniką klasyczną. Ponadto była czwarta w sztafecie oraz w sprincie drużynowym. mistrzostwa świata w Sapporo były ostatnimi w jej karierze. Była tam między innymi 16 w sprincie techniką klasyczną, a wraz ze Stefanie Böhler, Sachenbacher-Stehle i Claudią Nystad wywalczyła srebrny medal w sztafecie.
Jej olimpijskim debiutem były igrzyska w Salt Lake City. Zaprezentowała się tam bardzo dobrze zdobywając wspólnie z koleżankami – Henkel, Künzel i Sachenbacher złoty medal w sztafecie. Ponadto na tych samych igrzyskach zdobyła też brązowy medal w biegu łączonym na 10 km. Startowała także na igrzyskach olimpijskich w Turynie, gdzie razem z Böhler, Sachenbacher-Stehle i Künzel zdobyła srebrny medal w sztafecie. W Turynie jej najlepszym wynikiem indywidualnym było 10. miejsce w biegu na 10 km techniką klasyczną.
Najlepsze wyniki w Pucharze Świata osiągnęła w sezonie 2006/2007, kiedy to zajęła 16. miejsce w klasyfikacji generalnej.
W 2007 r. zakończyła karierę. Jej mężem jest były grecki biegacz narciarski Lefteris Fafalis.

## Osiągnięcia

### Igrzyska olimpijskie
| Miejsce | Dzień     | Rok  | Miejscowość    | Konkurencja                        | Czas biegu | Strata  | Zwyciężczyni      |
| ------- | --------- | ---- | -------------- | ---------------------------------- | ---------- | ------- | ----------------- |
| 10.     | 12 lutego | 2002 | Salt Lake City | 10 km stylem klasycznym            | 28:05,6    | +1:24,4 | Bente Skari       |
| 3.      | 15 lutego | 2002 | Salt Lake City | 10 km łączony                      | 25:09,9    | +1,2    | Beckie Scott      |
| 1.      | 21 lutego | 2002 | Salt Lake City | Sztafeta 4 × 5 km                  | 49:30,6    | -       | -                 |
| 6.      | 24 lutego | 2002 | Salt Lake City | 30 km stylem klasycznym            | 1:30:57,1  | +2:28,0 | Gabriella Paruzzi |
| 5.      | 14 lutego | 2006 | Turyn          | Sprint drużynowy stylem klasycznym | 16:36,9    | +26,6   | Szwecja           |
| 10.     | 16 lutego | 2006 | Turyn          | 10 km stylem klasycznym            | 27:51,4    | +1:12,2 | Kristina Šmigun   |
| 2.      | 18 lutego | 2006 | Turyn          | Sztafeta 4 × 5 km                  | 54:47,7    | +10,0   | Rosja             |

### Mistrzostwa świata
| Miejsce | Dzień     | Rok  | Miejscowość   | Konkurencja                                 | Czas biegu | Strata  | Zwyciężczyni      |
| ------- | --------- | ---- | ------------- | ------------------------------------------- | ---------- | ------- | ----------------- |
| 29.     | 22 lutego | 1999 | Ramsau        | 5 km stylem klasycznym                      | 12:49,8    | +1:20,0 | Bente Skari       |
| 24.     | 23 lutego | 1999 | Ramsau        | 15 km łączony                               | 42:27,9    | +3:34,8 | Stefania Belmondo |
| 3.      | 25 lutego | 1999 | Ramsau        | Sztafeta 4 × 5 km                           | 53:05,9    | +2:07,8 | Rosja             |
| 13.     | 15 lutego | 2001 | Lahti         | 15 km st. klasycznym                        | 43:54,8    | +3:02,1 | Bente Skari       |
| 18.     | 18 lutego | 2001 | Lahti         | 10 km łączony                               | 28:06,1    | +1:50,6 | Virpi Kuitunen    |
| 13.     | 20 lutego | 2001 | Lahti         | 10 km st. klasycznym                        | 29:13,5    | +1:50,1 | Bente Skari       |
| 4.      | 23 lutego | 2001 | Lahti         | Sztafeta 4 × 5 km                           | 53.01,6    | +2:42,9 | Rosja             |
| DNS     | 18 lutego | 2003 | Val di Fiemme | 15 km stylem klasycznym                     | 39:40,9    | -       | Bente Skari       |
| 18.     | 22 lutego | 2003 | Val di Fiemme | 10 km łączony                               | 26:38,4    | +37,6   | Kristina Šmigun   |
| 1.      | 24 lutego | 2003 | Val di Fiemme | Sztafeta 4 × 5 km                           | 50:54,7    | -       | -                 |
| 13.     | 19 lutego | 2005 | Oberstdorf    | 2 × 7,5 km bieg łączony                     | 42:16,8    | +1:29,5 | Julija Czepałowa  |
| 4.      | 21 lutego | 2005 | Oberstdorf    | Sztafeta 4 × 5 km                           | 57:15,7    | +1:11,3 | Norwegia          |
| 6.      | 22 lutego | 2005 | Oberstdorf    | Sprint stylem klasycznym                    | 2:15,5     | -       | Emilie Öhrstig    |
| 4.      | 25 lutego | 2005 | Oberstdorf    | Sprint drużynowy stylem dowolnym            | 12:19,7    | +9,8    | Norwegia          |
| 11.     | 26 lutego | 2005 | Oberstdorf    | 30 km stylem klasycznym                     | 1:27:05,8  | +1:58,8 | Marit Bjørgen     |
| 16.     | 22 lutego | 2007 | Sapporo       | Sprint stylem klasycznym                    | 2:50,9     | -       | Astrid Jacobsen   |
| 21.     | 25 lutego | 2007 | Sapporo       | 2 × 7,5 km bieg łączony                     | 41:27,5    | +1:53,0 | Olga Zawjałowa    |
| 2.      | 1 marca   | 2007 | Sapporo       | Sztafeta 4 × 5 km                           | 54:18,6    | +11,9   | Finlandia         |
| 23.     | 3 marca   | 2007 | Sapporo       | 30 km stylem klasycznym ze startu wspólnego | 1:29:47,1  | +7:43,2 | Virpi Kuitunen    |

### Puchar Świata

#### Miejsca w klasyfikacji generalnej
- sezon 1998/1999: 66.
- sezon 1999/2000: 55.
- sezon 2000/2001: 35.
- sezon 2001/2002: 21.
- sezon 2002/2003: 20.
- sezon 2003/2004: 43.
- sezon 2004/2005: 32.
- sezon 2005/2006: 18.
- sezon 2006/2007: 16.

#### Miejsca na podium w zawodach
| Nr | Dzień    | Rok  | Miejscowość | Konkurencja             | Czas biegu  | Strata  | Miejsce | Zwycięzca       |
| -- | -------- | ---- | ----------- | ----------------------- | ----------- | ------- | ------- | --------------- |
| 1. | 11 marca | 2007 | Lahti       | 10 km stylem klasycznym | 28:30.7 min | +28.9 s | 3       | Kristina Šmigun |